# Lactobacillus acidophilus
Lactobacillus acidophilus je vrsta bakterije, ki spada v rod laktobacilov. Je nepatogena grampozitivna bakterija, ki opravlja mlečnokislinsko fermentacijo. Pri človeku se naravno nahaja v ustni votlini, prebavnem traktu in nožnici (vagini).
L. acidophilus je pomemben člen v normalni vaginalni flori, in se v tem primeru imenuje tudi Döederleinov bacil (Lactobacillus vaginalis döderleini), po Albertu Döederleinu, nemškemu ginekologu in porodničarju. Večskladni ploščati epitelij nožnice vsebuje velike zaloge glikogena, ki z luščenjem celic prehaja v svetlino (lumen). Bakterije glikogen razgradijo in preko procesa mlečnokislinske fermentacije tvorijo mlečno kislino. Mlečna kislina razpade na laktat in vodikov proton (H+), zaradi katerega je notranjost nožnice kisla (tj. pH≈3). Kislo okolje deluje baktericidno in tako preprečuje okužbe (infekcije). Ima tudi protiglivični učinek, in sicer na vrsto Candida albicans.
Nekateri sevi bakterije imajo probiotične lastnosti in so komercialno uporabljeni v mnogih mlečnih proizvodih (npr. v jogurtih), pogosto skupaj z nekaterimi drugimi bakterijami, kot sta Lactobacillus bulgaricus in Streptococcus thermophilus.